# Arthur John Strutt
Arthur John Strutt, né le 12 juin 1819 à Chelmsford (Angleterre) et mort en juin 1888 à Rome, est un peintre, graveur, voyageur, écrivain et archéologue anglais.

## Biographie
Il est le fils du peintre paysagiste Jacob George Strutt (en) (1790–1864) et de l'écrivain et voyageur Elizabeth Strutt (en).
Installé à Rome à partir de 1831, Arthur John Strutt est connu pour ses vues de la campagne romaine.
De 1881 à sa mort, il est inspecteur honoraire des antiquités à Lanuvium, sur les recommandations de l'archéologue italien Rodolfo Lanciani.

## Œuvres

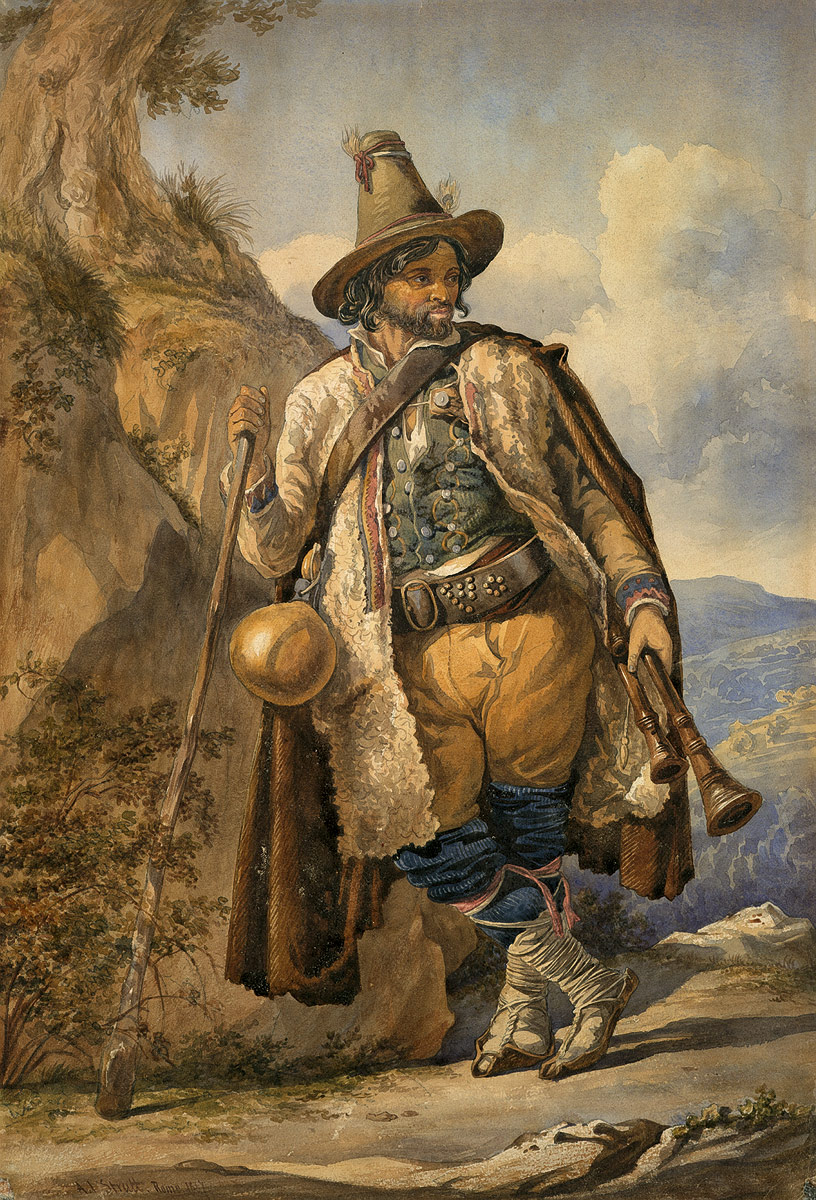
Joueur de cornemuse dans la campagne romaine, 1847
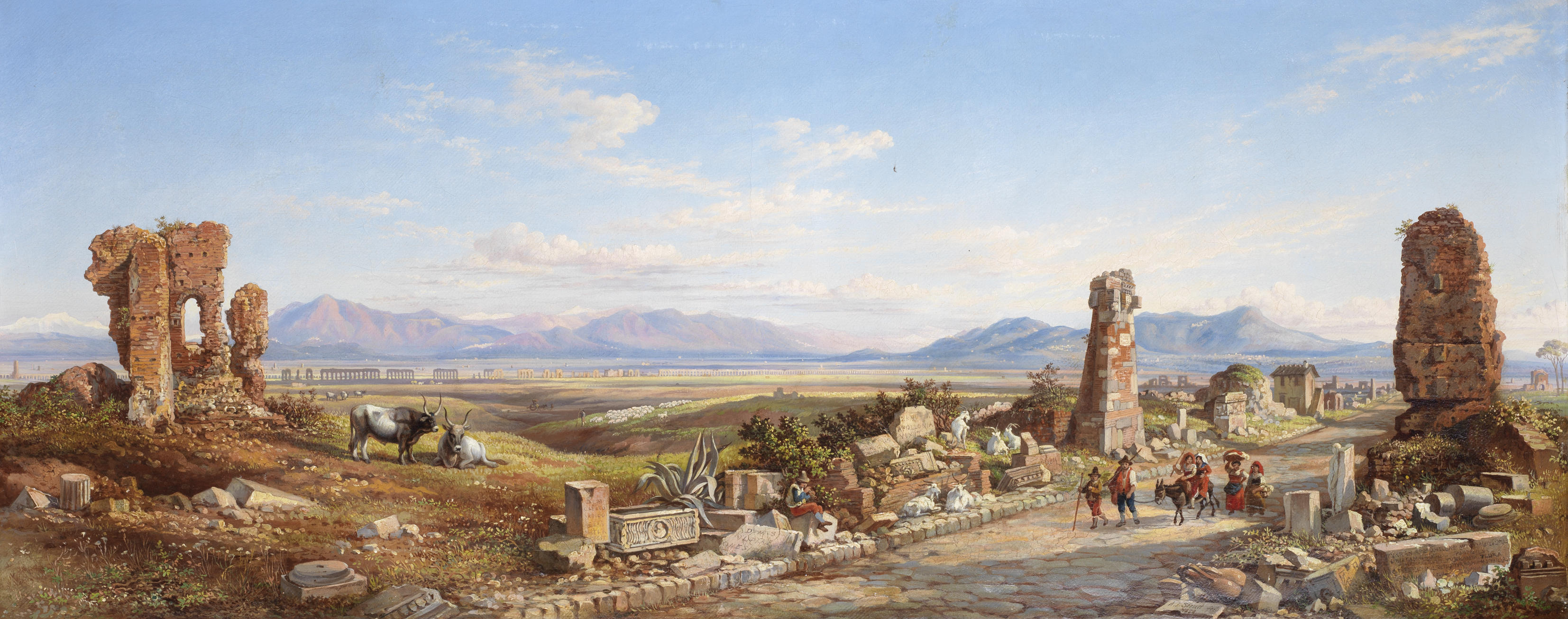
Promeneurs sur la Via Appia, 1858